# Exoprosopa mira
Exoprosopa mira är en tvåvingeart som beskrevs av Hesse 1936. Exoprosopa mira ingår i släktet Exoprosopa och familjen svävflugor.
Artens utbredningsområde är Botswana. Inga underarter finns listade i Catalogue of Life.